# ديفيد ويغل
ديفيد «ديف» ويغل (بالإنجليزية: David Weigel)‏ (ولد في 26 سبتمبر 1981) هو صحفي أمريكي. منذ عام 2015 يعمل لدى واشنطن بوست. كان ويغل قد غطى في السابق الأخبار السياسية في سلايت وبلومبيرغ نيوز.

## النشأة والخلفية
ولد ويغل وترعرع في ويلمنجتون، ديلاوير. بعد انتقاله إلى إنجلترا في عام 1998 تخرج من مدرسة المجتمع الأمريكي في كوبهام، سري في «ضواحي لندن الكبرى» من حزام ركاب لندن في عام 2000.
انتقل إلى شيكاغو في عام 2000 وحصل على درجة بكالوريوس العلوم في عام 2004 من جامعة نورث ويسترن في تخصص رئيسي الصحافة والعلوم السياسية وتخصص ثانوي التاريخ. خلال هذا الوقت ظهر ويغل بشكل متكرر على ملصق منتدى «ستار بابل» التابع لجورج ستاروستين. بينما كان في الكلية فقد كتب ويغل لدايلي نورثويسترن وكان رئيس تحرير صحيفة الحرم الجامعي المحافظة نورثويسترن كرونيكل.

### الانتماءات السياسية
في انتخابات الرئاسة الأمريكية عام 2000 صوت ويغل لصالح رالف نادر وعمل كناخب كلية ديلاوير لنادر. في انتخابات عام 2004 صوت ويغل لصالح جون كيري. كتب ويغل في وقت لاحق أن «[نأسف] للتصويت لنادر ولكن ليس التصويت لكيري باعتباره الرئيس الديموقراطي الضعيف مع الكونغرس المحافظ كان يمكن أن يكون مقبول جدا في وقت لاحق». لقد صوت لصالح جاك رايان في انتخابات مجلس الشيوخ الأمريكي في ولاية إلينوي، 2004 الرئاسية الأولية.
منذ أوائل عام 2007 كان ويغل من الجمهوريين المسجلين في منطقة واشنطن العاصمة من أجل التصويت لصالح رون بول في المرحلة الابتدائية للجمهوريين للانتخابات الرئاسية لعام 2008. في عام 2008 صوت ويغل لصالح باراك أوباما موضحا: «أنا حقا لا أعتقد أن ماكين لديه مزاج ليكون رئيسا أو المصلحة للوقوف مع الكونغرس الديمقراطي... لقد حصل على ترف خالي من الذنب، صفر - التصويت في إمباكت في مقاطعة كولومبيا والتي أود أن أصوت لصالح بوب بار إذا كان على رشح نفسه».
في يناير 2011 صرح ويغل أنه صوت لصالح الجمهوري باتريك مارا على انتخابات مجلس مقاطعة كولومبيا وأنه صوت لصالح مارا «في كل مرة كان على ورقة الاقتراع».
في الانتخابات التمهيدية الرئاسية للحزب الجمهوري عام 2012 صوت ويغل لصالح جون هانتسمان جونيور على الرغم من انسحابه من الانتخابات لأنه «إذا نظرت الماضي فإنه توجد نفحة له على خطة الضرائب (موصى به هانتسمان باستخدام أسعار الشقة التي أوصى سيمبسون وبولز بعدم استخدامها) كان لدى الرجل بعض الأفكار الجيدة». في الانتخابات العامة لعام 2012 صوت ويغل لصالح غاري جونسون.

## المسيرة المهنية
بدأ ويغل حياته المهنية كمساعد التحرير وباحث لصفحة تحرير يو إس إيه توداي وكمراسل للحملات والانتخابات. ساهم في مقالات في لائحة صحيفة الوحش والوقت والجارديان والآفاق الأمريكية والمشاهد الأمريكي وواشنطن الشهرية والمحافظ الأمريكي وبوليتيكو والأمة. ظهر في برنامج هواء نقي على الإذاعة الوطنية العامة وفي برنامج عرض راشيل مادو على قناة إم إس إن بي سي. كما قام ويغل بتدوين مدونة «الديمقراطية في أمريكا» لذي إيكونوميست وضيف المدونين للمدونة أندرو سوليفان «ديلي ديش». كتابه الأول المعرض الذي لا ينتهي: صعود وسقوط بروج روك تم نشره في يونيو 2017.
كان ويغل محررا مساهما في مجلة ليبرتاريان ريسون وكان واحدا من كتابه السياسيين من 2006 إلى 2008. في عامي 2006 و 2010 حل ضيفا على مجلة أندرو سوليفان ذا أتلانتيك. كتب لواشنطن المستقلة من نوفمبر 2008 حتى أوائل عام 2010. كما عمل ويغل كمساعد في صفحة التحرير في يو إس أيه توداي وكمراسل للحملات والانتخابات. كتب كثيرا في واشنطن المستقلة بين عامي 2008 و 2010 وكان «أفضل مصدر» للصحفيين هناك وفقا لمايكل كالديرون من بوليتيكو.

### واشنطن بوست
ثم تولى ويغل وظيفة كتابة عمود «الحق الآن» على موقع واشنطن بوست على شبكة الإنترنت مع التركيز على جوانب الحركة المحافظة. قال ويغل لبوليتيكو أنه «إذا كان القراء يحصلون على فهم أعمق لهؤلاء الناس واستراتيجيتهم وأفكارهم فأنا أؤدي وظيفتي». قال المحرر الوطني لصحيفة واشنطن بوست أن ويغل تم تعيينه لإضافة صوت إلى وتغطية الورقة على شبكة الإنترنت. قال هوارد كورتز من صحيفة واشنطن بوست أن الأعمدة على الإنترنت من المفترض أن تحتوي على مزيج من التقارير والرأي.
انتقد ويغل من قبل المحافظين على تويت التي أدلى بها في 2 مايو 2010 أن محرر الأخبار المتضرر مات درودج والذي يسمي المعارضين للزواج من نفس الجنس «بيغوتس». بيني نانسي من النساء المعنية لأمريكا ردت بأن «الغطرسة في ويغل يستبعده كصحفي خطير مكلف بتغطية المحافظين». أشارت السياسة اليومية إلى أن توجيهات واشنطن بوست تتطلب من صحفيين بوست «الامتناع عن الكتابة أو تغريد أو نشر أي شيء.. يمكن أن ينظر إليها على أنها تعكس التحيز السياسي أو العرقي أو الجنساني أو الديني أو غيره من التحيز أو المحاباة التي يمكن أن تستخدم لتشويه مصداقيتنا الصحفية». اعتذر ويغل في 3 مايو.

#### الجدل حول رسائل البريد الإلكتروني المسربة والاستقالة من صحيفة واشنطن بوست
في أواخر يونيو 2010 تم نشر مقتطفات من العديد من رسائل البريد الإلكتروني الخاصة بويغل من جورنوليست على الإنترنت من قبل الموقع فيشبول دس وبعد ذلك من قبل موقع الأخبار المحافظ تاكر كارلسون ذي دايلي كالر. بدأت جورنوليست في عام 2007 من قبل إيزرا كلاين كمناقشة للنقاش فقط ومناقشة المنتدى للمدونين والمراسلين اليساريين. تضمنت مقتطفات من رسائل البريد الإلكتروني المحفوظة عند ويغل ملاحظات سلبية حول مختلف الشخصيات العامة المرتبطة بالمحافظين الأمريكيين مثل بات بوكانان ومات درودج ونيوت جينجريتش وروش ليمبو وكذلك انتقاد الطريقة التي تغطي بها العديد من وكالات الأنباء العناصر الأكثر أهمية وما يسمى أعضاء «القاعدة الشعبية» من المحافظين الأمريكيين.
قال ويغل أن جميع رسائل البريد الإلكتروني أرسلت قبل انضمامه إلى صحيفة واشنطن بوست. اعتذر على الإنترنت قبل نشر الجولة الثانية من مقتطفات البريد الإلكتروني على موقع تاكر كارلسون موضحا أنه كان يعتقد أن البيئة ليست خارج السجل هو المكان الذي يمكن «التحدث بصراحة للأصدقاء». ومع ذلك ردت صحيفة واشنطن بوست بأن الاعتذار لا يمكن أن ينقذ وظيفته لأن «الضرر كان شديدا جدا». كتب جيم جيراغتي من ناشيونال ريفيو على الإنترنت أنه «كان هناك بالتأكيد تصور أن بلوق الخاص به صمم لجعل المحافظين تبدو سيئة».
نتيجة لتسريب رسائل البريد الإلكتروني استقال ويغل من واشنطن بوست وإزرا كلاين أغلق جورنوليست. قال المحرر التنفيذي لصحيفة واشنطن بوست: «لا يمكن أن يكون هناك أي تسامح إزاء التصور بأن الناس يتضاربون أو يجلبون تحيزا لعملهم». قال الصحفي مارك أمبيندر من المحيط الأطلسي أن ويغل أجبر على الاستقالة من «وسائل الإعلام القديمة والمعايير غير الأيديولوجية التي لا وجود لها». في ختام جورنوليست قال كلاين أنه «أصبح سلاحا وبقدر ما تكون حياة الناس في خطر الآن يجب أن يموت» ووصف كلاين ويغل بأنه «حرفي فريد من نوعه ويحب بعض السياسيين وشخصيات الإعلام وليس الآخرين وأن إبداءات ويغل لا تسقط بدقة عبر خطوط الحزب». قال كلاين أنه إذا اختيرت رسائل بريد إلكتروني أخرى فقد كان من الممكن أن يكون ويغل يبدو وكأنه متطرف متحفظ.

### ما بعد واشنطن بوست
هو مساهم سابق في إم إس إن بي سي. بدأ الظهور على إم إس إن بي سي في عام 2009 ووافق على منصب كمساهم مدفوع في يونيو 2010.
في 28 يونيو 2010 قام ويغل بجزء من عرض كيث أولبرمان أعقبه إعلان أولبرمان بأن ويغل انضم إلى إم إس إن بي سي كمساهم صحفي.
علق بوليتيكو الذي يدرج ويغل كواحد من "50 بوليتيكوس للمشاهدة" أن "ويغل ربما فقد وظيفة تدوين مع واشنطن بوست على رسائله الإلكترونية المسربة إلى قائمة البريد الإلكتروني الليبرالية غير المسجلة لكنه لم يضر تماما بمسيرته المهنية. إذا كان أي شيء فإن الموافقات المتحمسة لمهارات الإبلاغ له بعد مغادرته واشنطن بوست الشهر الماضي جلبت انتباه جمهور أوسع لويغل من مجموعة صغيرة نسبيا من الناشطين المحافظين والمراسلين الذين يكتبون عنهم الذين كان ويغل منذ فترة طويلة لا بد من قراءته وأنه يتوقع التوقيع على بعض المنفذ له وجود كبير على الإنترنت بحلول نهاية يوليو.
في أغسطس 2010 انضم ويغل إلى مجلة سليت (المملوكة من قبل واشنطن بوست) كمراسل سياسي. قال ويغل أن «هذه هي المجلة التي اخترعت نوع من الصحافة أريد أن أؤديها وأنا مسرور جدا بأنني سأواصل العمل الذي طورته في واشنطن بوست والمستقلة وريزون». يدير ويغل مدونة تغطي السياسة مع التركيز بشكل كبير ولكن ليس حصرا على الحركة المحافظة مجال خبرته. كتب أيضا قطع طويلة بما في ذلك سلسلة متعددة الأجزاء على بروغريسيف روك.
في سبتمبر 2014 ترك ويغل سليت استعدادا لوظيفة جديدة في بلومبرج السياسة.

### العودة إلى واشنطن بوست
بعد تسعة أشهر فقط في بلومبرج السياسة عاد ويغل إلى واشنطن بوست في 20 يوليو 2015. كانت ضرباته لتغطية الحركات الشعبية كجزء من التغطية الرئاسية للبوست.
في 8 ديسمبر 2017 قام ويغل بتغريد صورة من الحشد في تجمع الرئيس دونالد ترامب في مركز خليج بينساكولا في فلوريدا الذي أظهر العديد من المقاعد الفارغة. سرعان ما حذف التغريدة بعد أن أشار إلى أن الصورة التي اتخذت قبل شغل المكان. تناول ترامب الحادث في اليوم التالي على حسابه على تويتر وطالب بإطلاق النار على ويغل. أجاب ويغل واعتذر وكتب «كان الخلط بين صورة كنت أمشي في الزاوية اليمنى السفلى».
نقل عن ويغل في وقت لاحق قوله: «كانت تغريدة سيئة على حسابي الشخصي وليس قصة لواشنطن بوست. أنا حذفتها بعد 20 دقيقة. من السهل جدا الاتصال بي».

## الحياة الشخصية
ذكر ويغل في مقال نشرته صحيفة نيويورك تايمز عام 2006 حول المدونين الذين تجمعوا معا. في ذلك الوقت شارك منزل مع زميله في موقع Realus.com الكاتب جوليان سانشيز الذي أطلق عليه اسم «كاسا دي ليبيرتاريوس».
يعيش الآن في حي مرتفعات كولومبيا في واشنطن العاصمة.